# Čair
Čair (Macedonisch: Чаир; Albanees: Çairi) is een gemeente in Noord-Macedonië en maakt deel uit van het hoofdstedelijk gebied Groot Skopje.
Čair telt 64.773 inwoners (2002). De oppervlakte bedraagt 3,52 km², de bevolkingsdichtheid is 18401,4 inwoners per km².